# جمال كشك
جمال كشك (مواليد دمشق 1956)، هو لاعب كرة قدم سوري بدأ مسيرته في ناديه الأم نادي الوحدة الدمشقي ليتدرج في فئاته العمريه من الاشبال إلى الناشئين والشباب لينتقل في مرحله الرجال إلى نادي الجيش الذي كان يمثل المنتخب السوري في تلك الحقبة الزمنية
ويعد جمال كشك أول لاعب سوري يحرز هدفا في مشوار سوريا الآسيوي بهدفه في مرمى بنغلادش ومن ثم هدفه الشهير في الدقائق الاخيره في مرمى الفريق الصيني الذي انتهى بفوز المنتخب السوري بنتيجه (1/0).
لقبه المذيع العربي الشهير عدنان بوظو بالجناح الطائر وشارك في عده بطولات قاريه وعالميه كما شارك في اولمبياد موسكو.
اعتزل اللاعب جمال كشك في ناديه الام نادي الوحدة الدمشقي بعدما اطرب الجماهير السورية في كثير من اللحظات واحرز الدوري وكاس الجمهورية عده مرات مع نادي الجيش.

## وصلات خارجية
- (فيديو): مأساة النجم السوري جمال كشك